# Rotemanssystemet

Stockholms rotar 1923.

Rotemansinstitutionen var en kommunal organisation för folkbokföring.
I Stockholms stad inrättades systemet 1878 och avvecklades 1926. Då församlingsprästerna i Stockholm inte mäktade med kyrkans folkbokföringsuppgifter indelades staden i rotar under en roteman för att komplettera församlingens folkbokföring. Rotemännen hade ansvar för att registrera alla de händelser i roten som tillhör folkbokföringen såsom in- och utflyttningar.
I början omfattade rotarna en församling, men eftersom Stockholm var inne i en snabb tillväxt vad avser befolkningen runt sekelskiftet 1900 blev man tvungen att skapa nya rotar ur de gamla. Från början fanns 16 rotar och när systemet upphörde 1926 hade antalet ökat till 36.